# Heteromys nelsoni
El ratón espinoso de Nelson (Heteromys nelsoni) es una especie de roedor de la familia Heteromyidae, nativa de Guatemala y el sur de México.

## Distribución
Su área de distribución incluye el occidente de Guatemala y el sureste de Chiapas en México. Su rango altitudinal oscila entre 2500 y 2800 m s. n. m.